# Squid (Band)
Squid ist eine englische Band aus Brighton, die Post-Punk mit Einflüssen von Kraut- und Post-Rock spielt. Mit ihrem Debütalbum Bright Green Field gelang ihnen 2021 der Chartdurchbruch in ihrer Heimat.

## Bandgeschichte
Die fünf Mitglieder der Band studierten gemeinsam an der Universität in Brighton. 2015 gründeten sie Squid und hatten ihren ersten Auftritt auf eine Anzeige hin, in der Musiker für eine „young person’s jazz night“ gesucht wurden. Ihre improvisierte Darbietung wurde ein Erfolg und sie wurden zu einem Geheimtipp erst im Südosten Englands, dann bis hinauf nach London.
2016 veröffentlichten sie ihre erste Single Perfect Teeth und ein Jahr später Lino, eine Mini-EP mit drei Stücken. Nicht nur die Zahl der Veröffentlichungen nahm zu, auch die Auftritte wurden größer und 2019 traten sie beim Green Man Festival in Wales und in Glastonbury auf. Dan Carey nahm sie daraufhin bei seinem Label Speedy Wunderground unter Vertrag.
Anfang 2020 wurde ihnen bei der BBC in der Sound-of-Prognose der Durchbruch vorhergesagt. Während die COVID-19-Pandemie Auftritte verhinderte, bereiteten sie in diesem Jahr ihr erstes Album vor. Es erschien im Frühjahr 2021 bei Warp Records und trägt den Titel Bright Green Field. Mit ihrem Debüt stiegen Squid auf Anhieb auf Platz 4 der britischen Charts ein.

## Mitglieder

Squid beim Wide Awake Festival 2021
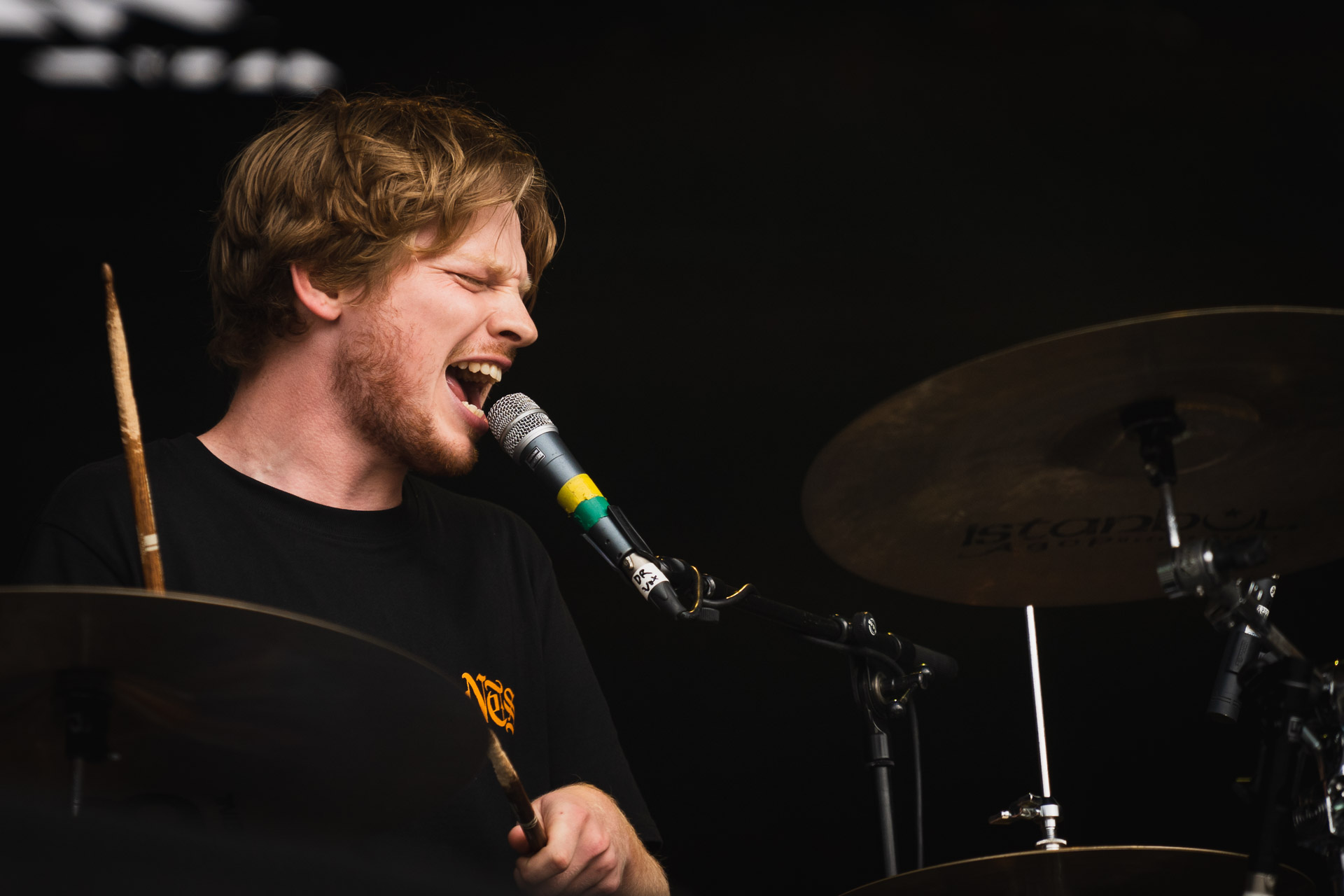
Ollie Judge
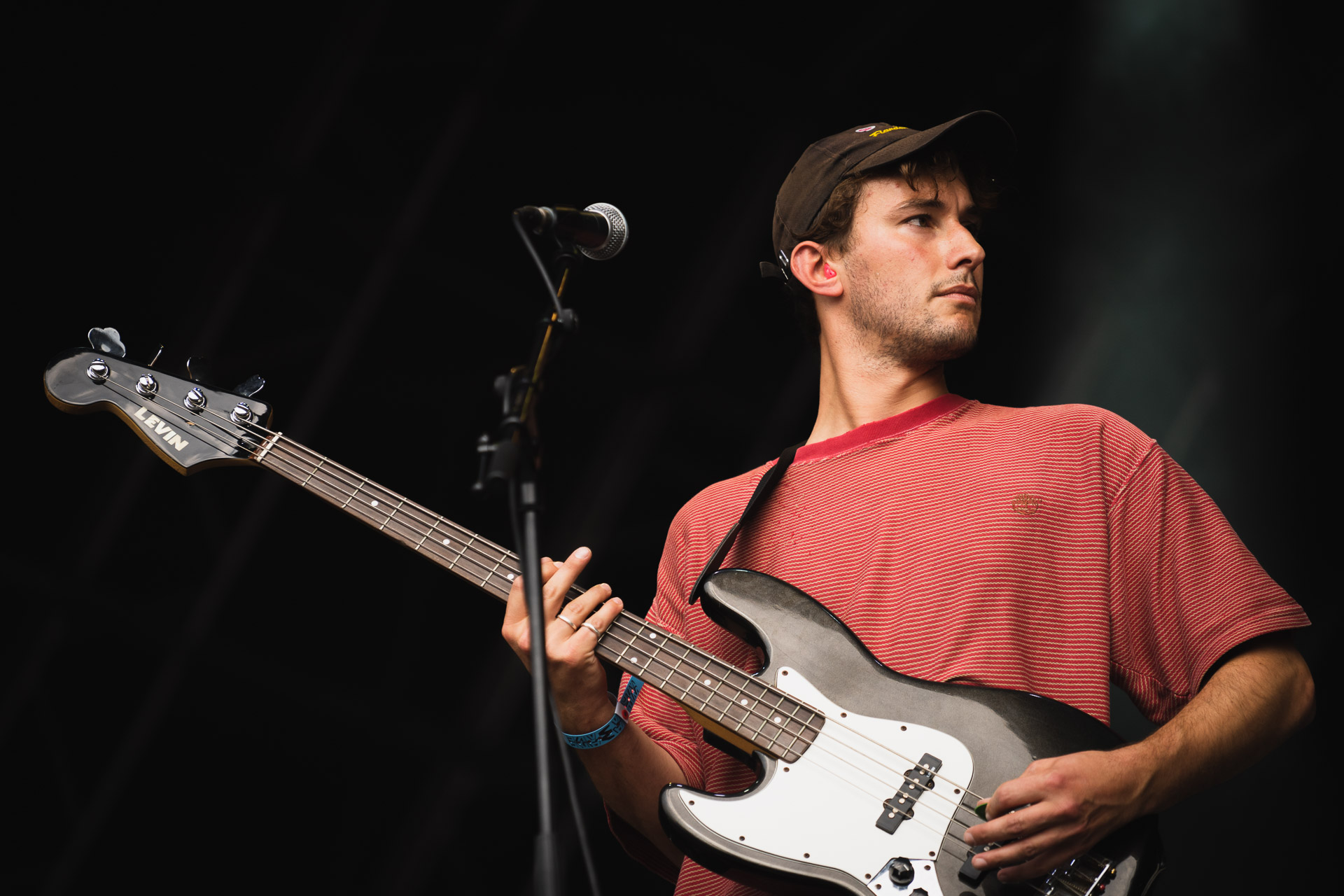
Louis Borlase
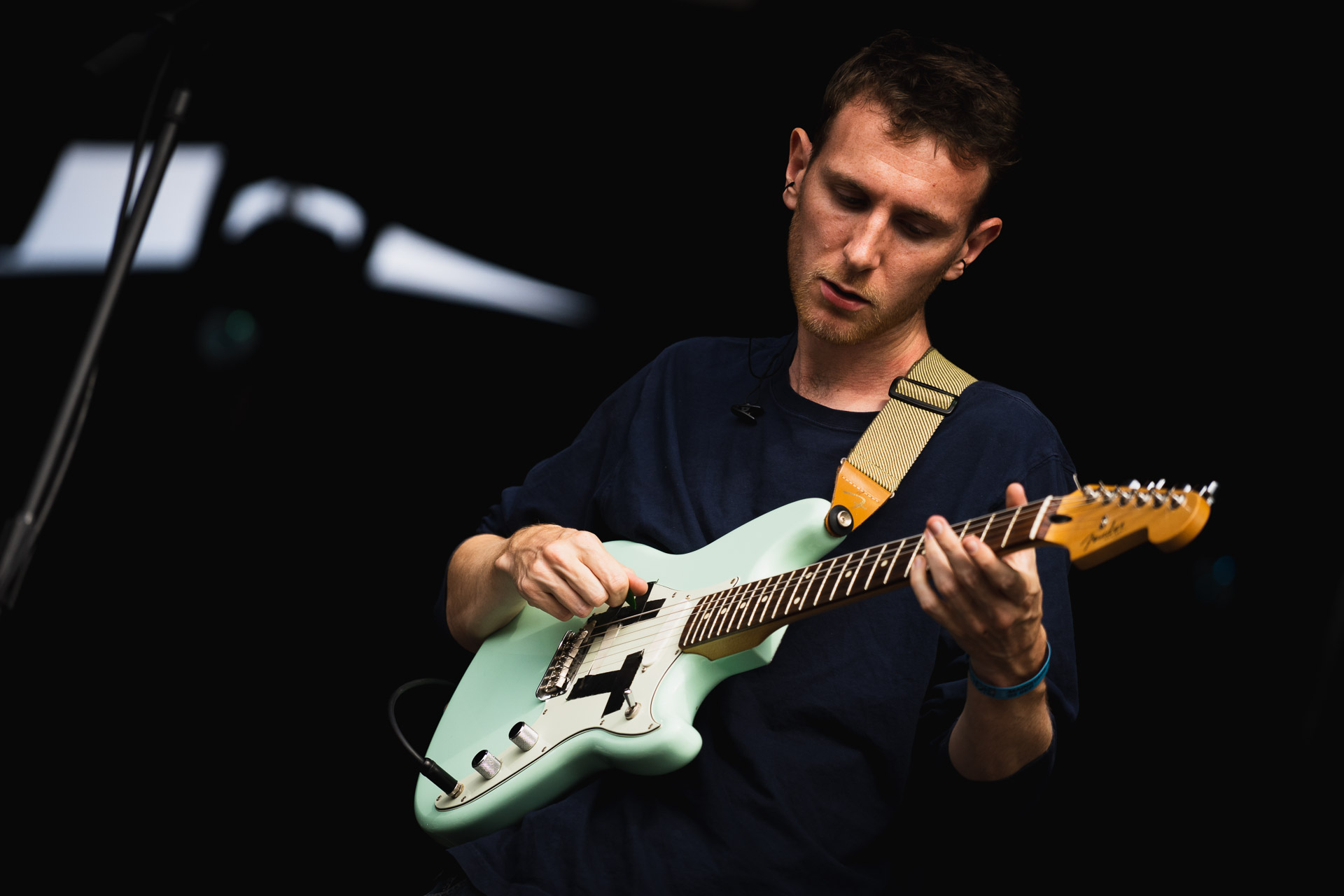
Anton Pearson
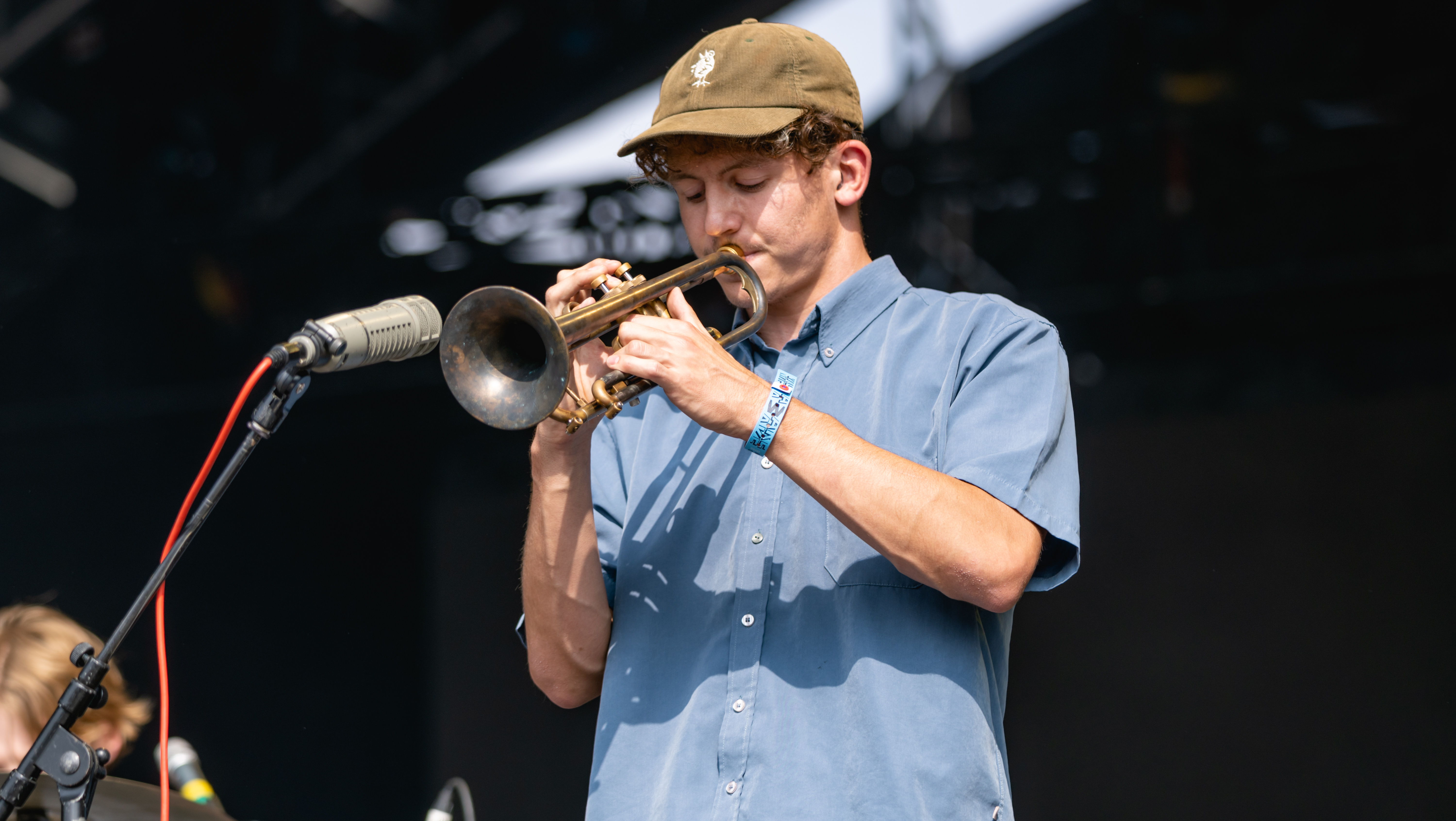
Laurie Nankivell
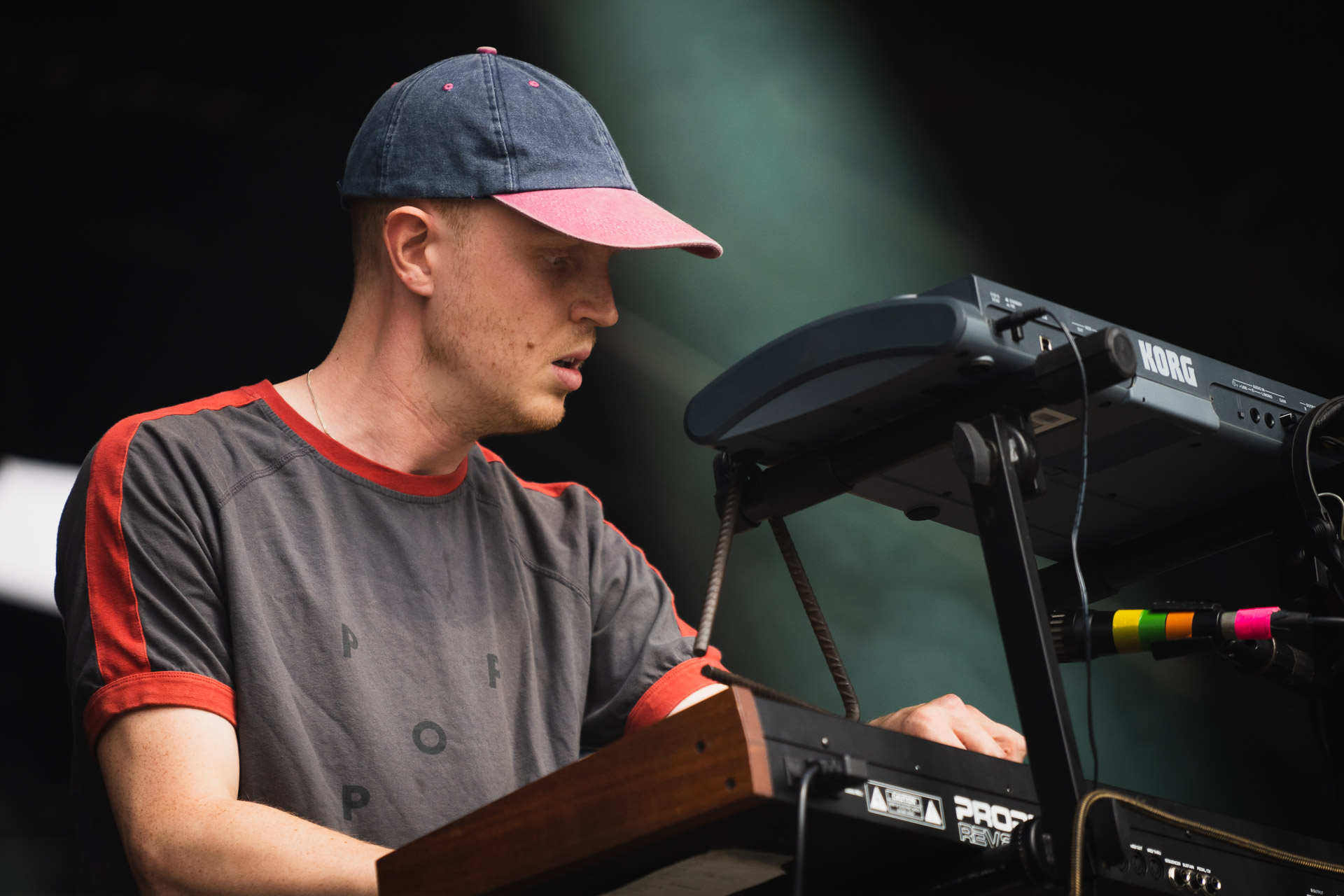
Arthur Leadbetter

## Diskografie
Alben
- Lino (EP, 2017)
- Town Centre (EP, 2019)
- Bright Green Field (LP, 2021)
- O Monolith (LP, 2023)
- Cowards (LP, 2025)

Lieder
- Perfect Teeth (2016)
- Terrestrial Changeover Blues (2007–2012) (2018)
- The Dial (2018)
- Houseplants (2019)
- The Cleaner (2019)
- Match Bet (2019)
- Sludge (2020)
- Broadcaster (2020)
- Narrator (2021)
- Paddling (2021)
- Pamphlets (2021)
- Near the Westway (2021)
- America! (2021)